# Enoicyla pusilla
Enoicyla pusilla (polska nazwa za Dziędzielewiczem: golatka) – gatunek owada z rzędu chruścików i rodziny bagiennikowatych (Limnephilidae). Jest to bardzo nietypowy chruścik – jako jedyny gatunek w Polsce prowadzi w stadium larwalnym lądowy tryb życia (wszystkie inne gatunki w stadium larwalnym to typowe hydrobionty). Larwy żyją w ściółce lasów liściastych. Wtórny lądowy tryb życia jest stosunkowo nowym nabytkiem ewolucyjnym. Znacznie wcześniej z chruścików wyewoluowały motyle (Lepidoptera), przechodząc do lądowego trybu życia.